# 가즈
가즈(페르시아어: گز) 또는 가즈 이스파한(페르시아어: گز اصفهان)은 누가와 비슷한 이란의 후식이다.

## 이름
페르시아어 "가즈(گز)"는 위성류(Tamarix) 나무를 일컫는 말이다. 원래 이스파한 지역에서 자라는 프랑스위성류(T. gallica)의 수액으로 만들었기 때문에, "위성류 꿀"이라는 뜻의 "가즈안고빈(گزانگبین)"과 연관지어진다.

## 같이 보기
- 누가
- 투론